# Ferrovia Saronno-Como
La ferrovia Saronno-Como è una linea ferroviaria di proprietà regionale che collega Saronno a Como.
L'infrastruttura ferroviaria e le stazioni sono gestite da FerrovieNord.
Il servizio passeggeri regionale è garantito dalla società Trenord. Questa svolge il servizio utilizzando treni regionali cadenzati sulla direttrice Como Nord Lago-Saronno-Milano Nord Cadorna, i quali non effettuano fermate tra Saronno e Milano Nord Bovisa.

## Storia
La linea ferroviaria non è stata concepita in maniera unitaria, ma fu frutto di due diversi progetti nati negli ultimi 20 anni del XIX secolo.
Il tratto Como-Grandate fu costruito nell'ambito del progetto della ferrovia Como-Varese, inaugurata il 5 luglio 1885 ed esercita dalla Società per le Ferrovie del Ticino (SFT). Quattro anni dopo, con l'ingresso della SFT nel capitale sociale delle Ferrovie Nord Milano, che avevano in concessione la Milano-Saronno, queste ultime ottennero la gestione e l'esercizio della Como-Laveno.
Il tronco Grandate-Saronno fu costruito dalla società ferroviaria milanese allo scopo di rendere più rapidi i collegamenti ferroviari tra Como a Milano, sostituendo l'allora esistente tranvia a vapore Como-Fino Mornasco-Saronno. La nuova linea fu aperta il 1º giugno 1898.
Dal 1927 al 1930 fu attivato il raddoppio del binario nel tratto da Saronno a Como Camerlata; il 15 maggio 1937 fu attivata l'elettrificazione.
La linea Grandate-Malnate fu soppressa il 31 luglio 1966 e successivamente disarmata. Da quel momento, la Como-Grandate non fu più utilizzata per il traffico proveniente o destinato alla linea per Varese e Laveno.

## Caratteristiche
| Continuation backward |

|  | Unknown route-map component "ABZg+l" | Unknown route-map component "CONTfq" |

| Station on track |

| Unknown route-map component "KDSTaq" | Unknown route-map component "ABZgr" |  |

|  | Unknown route-map component "ABZgl" | Unknown route-map component "CONTfq" |

|  | Unknown route-map component "ABZgl" | Unknown route-map component "CONTfq" |

| Stop on track |

| Stop on track |

| Unknown route-map component "SKRZ-Ao" |

| Stop on track |

| Stop on track |

| Small bridge over water |

| Stop on track |

| Station on track |

| Stop on track |

| Small bridge over water |

| Unknown route-map component "SKRZ-Au" |

|  | Unknown route-map component "eABZg+l" | Unknown route-map component "exCONTfq" |

| Station on track |

| Unknown route-map component "LCONTgq" | Unknown route-map component "LABZq+r" + Unknown route-map component "PORTALl" | Unknown route-map component "tkLLSTR2+r" + Straight track | Unknown route-map component "tkLLSTRc3" |  |

| Unknown route-map component "LCONTgq" | Unknown route-map component "LABZg+r" | Straight track | Unknown route-map component "tkLLSTR+4" |  |

| Unknown route-map component "eKRWgl" | Unknown route-map component "eKRWg+r" | Unknown route-map component "tLSTR" |

| Unknown route-map component "BLaq" + Station on track + Unknown route-map component "4HUBa@Fq" | Unknown route-map component "BLeq" + Station on track + Unknown route-map component "4HUBe@Gq" | Unknown route-map component "tLSTR" + Unknown route-map component "PORTALe" |

|  | One way leftward | Unknown route-map component "KRZo" | Unknown route-map component "LABZql" | Unknown route-map component "LCONTfq" |

| Small bridge over water |

| Small bridge over water |

| Station on track |

| Unknown route-map component "KBHFxe" |

| Unknown route-map component "exSKRZ-G2" |

| Unknown route-map component "exlENDE@Fq" | Unknown route-map component "exKRZ" + Unknown route-map component "exlDRH" | Unknown route-map component "exKDSTeq" |

|  | Unknown route-map component "exlENDE@G" + Pier | Unknown route-map component "exBARGE" |

La linea è dotata di due binari a scartamento standard di 1435 mm con rotaie UNI 60 sul tronco tra Saronno e la stazione di Como Camerlata, mentre da quest'ultimo scalo fino a Como Lago il binario è singolo.
La trazione è elettrica a 3000 V in corrente continua tramite linea aerea di contatto su tutto il percorso.
Sul tronco tra le stazioni di Saronno e Como Camerlata vige il regime di blocco automatico a correnti codificate, sul rimanente tratto di linea fino a Como Lago il regime di blocco elettrico automatico a circuiti di binario.
Sulla tratta da Saronno a Como Camerlata è presente il SCMT.

### Percorso
Il capolinea meridionale della linea ferroviaria è posto presso la stazione di Saronno, nel piazzale binari della quale si incontrano le ferrovie Milano–Saronno, Saronno–Varese–Laveno e Saronno-Novara e Saronno-Seregno.
All'uscita della stazione - in cui i treni verso Como partono dal binario 2 e quelli provenienti dalla cittadina sul Lago di Como arrivano al binario 1 - la linea si dirige in direzione nord-est, affronta una doppia curva piuttosto stretta, superata la quale si giunge a Rovello Porro dove è situata l'omonima stazione. La linea affronta poi diverse curve toccando le stazioni di Rovellasca-Manera, Lomazzo, Caslino al Piano, Cadorago e Fino Mornasco, per correre successivamente in rettilineo fino alla Stazione di Portichetto-Luisago.
Dopo quest'ultima località, la linea affronta una curva stretta, al termine della quale si può tuttora notare il vecchio tracciato proveniente da Malnate, appartenente alla dismessa ferrovia Como-Varese. La stazione di Grandate, ha due binari per il servizio viaggiatori e due utilizzati per il ricovero di mezzi della manutenzione.
Dopo quest'ultima stazione e dopo qualche chilometro, si supera un passaggio a livello e si giunge a Como Camerlata dove termina la tratta a doppio binario ed inizia quella a singolo. Da qui inizia la discesa verso Como: la linea costeggia per un breve tratto la via Napoleona, superato un ponte di 10 archi sul torrente Fiume Aperto si attraversa un'area densamente popolata della città di Como e dopo aver superato il torrente Cosia, si raggiunge la stazione di Como Borghi.
Dopo questa stazione la linea attraversa a raso la città comasca, e dopo aver superato quattro passaggi a livello entra nella stazione capolinea Como Nord Lago (situata sul lungolago), dotata di quattro binari per il servizio viaggiatori e di un binario per il ricovero dei treni.

## Traffico
Il servizio passeggeri regionale lungo la linea è stato affidato a Trenord sulla base del Contratto di Servizio che la stessa ha stipulato, quando ancora si chiamava Trenitalia LeNord (TLN), con la Regione Lombardia nel 2009.
Esso è svolto con treni regionali a cadenza semioraria lungo la direttrice Como Lago-Saronno-Milano Cadorna. Questa tipologia di corse effettua tutte le fermate tra la stazione di Como Lago e quella di Saronno, mentre non effettua fermate tra Saronno e Milano Bovisa-Politecnico.
Negli orari di punta esistono inoltre dei treni RegioExpress, che fermano solo nelle stazioni all'interno di Milano, a Saronno, Lomazzo e Grandate e nelle stazioni poste sul territorio di Como.

## Cinema
Il tratto ferroviario Grandate-Portichetto compare nel film Agenzia Riccardo Finzi... praticamente detective del 1979 all'inizio del film.

### Esplicative
1. ↑  Parte della Como-Varese.

### Bibliografiche
1. ↑   LeNord - Orari della Milano-Como dal 15/06/2008 (PDF), su fnmgroup.it. URL consultato l'11 luglio 2008 (archiviato dall'url originale il 20 settembre 2008).
2. ↑  G. Cornolò, p. 16.
3. ↑  G. Cornolò, p. 17.
4. ↑  G. Cornolò, p. 35.
5. ↑   Quando Como aveva la ferrovia per il porto (JPG) [collegamento interrotto], su Facebook.
6. ↑   Como, comballi, gondole e scali a lago delle ferrovie, su digilander.libero.it. URL consultato il 7 novembre 2021.
7. ↑   Fabio Cani e Gerardo Monizza, ICOM_259. ICOMOGRAFIE: Stazioni. Como Lago, suggestivo capolinea [collegamento interrotto], su JSC15 - Journal dal Lago di Como, Lecco e Brianza, 15 settembre 2017. URL consultato il 6 novembre 2021.
8. ↑   Como Stazione FNM 004 (JPG), su ferrovieinrete.com.
9. 1 2   Copia archiviata (PDF), su ferrovienord.it. URL consultato l'8 gennaio 2017 (archiviato dall'url originale il 9 gennaio 2017).